# 김충규
김충규(金忠圭, 1955년 2월 16일, 경상남도 의령군 ~ )는 대한민국의 해양경찰 출신 정치인이다.

## 학력
- 1970.03 ~ 1973.02 부산공업고등학교 졸업
- 1973.03 ~ 1979.02 중앙대학교 법학과 졸업
- ~ 1999 부산대학교 행정대학원 행정학과 졸업

## 경력
- 1983 제31기 경찰간부후보생
- 2001 ~ 2002 제주지방경찰청 해안경비단 단장
- 2002 ~ 2002.07 제주지방경찰청 수사과 과장
- 2002.07 ~ 2003.07 제53대 경남지방경찰청 고성경찰서 서장
- 2003.07 ~ 2004.07 부산지방경찰청 수사과 과장
- 2004.07 ~ 2006.03 제20대 부산지방경찰청 금정경찰서 서장
- 2006.03 ~ 2007.01 부산지방경찰청 형사과 과장
- 2007.01 ~ 2008.03 제8대 부산지방경찰청 사상경찰서 서장
- 2008.03 ~ 2009.03 부산지방경찰청 수사과 과장
- 2009.03 ~ 2010.01 제28대 부산지방경찰청 해운대경찰서 서장
- 2010.01 ~ 2010.10 해양경찰청 정보수사국 국장
- 2010.10 ~ 2011.12 제6대 남해지방해양경찰청 청장
- 2012.07 ~ 2013.12 제7대 동해지방해양경찰청 청장
- 2020.11 ~ 2022.02 더불어민주당 경남도당 부위원장

## 역대 선거 결과
|  | 20.91% |

|  | 29.87% |

|  | 34.43% |